# Генераторний газ
Генера́торний газ (англ. generator gas, producer gas; нім. Generatorgas n) — вид газоподібного палива, що його одержують у газогенераторах газифікацією вугілля, торфу тощо. Склад газу залежить від природи палива, типу окисника, температури процесу та його технологічного оформлення.